# Gunnar Axberger
Johan Konrad Gunnar Axberger, född 30 september 1902 i Skerike, död 13 januari 1985 i Danderyd, var en svensk litteraturhistoriker. Han var far till Hans-Gunnar Axberger.
Axberger avlade filosofie kandidatexamen 1924 och filosofie licentiatexamen 1932. Han promoverades till filosofie doktor 1936 och var docent i litteraturhistoria vid Stockholms högskola 1936–1951.
Gunnar Axberger är begraven på Skerike kyrkogård.

## Priser och utmärkelser
- 1939 – Warburgska priset
- 1960 – Birger Sjöberg-priset
- 1961 – Övralidspriset
- 1963 – Professors namn
- 1968 – Schückska priset